# Кийота
Кийота (на испански: Quillota) е град в централната част на Чили, регион Валпараисо. Кийота е столица и най-голям град на едноименната провинция. Основан е на 11 ноември 1717 г. Площта на града е 15,3 км2, а на едноименната община - 302 км2. Към 2012 г. населението на общината е 87.824 души. Градът, заедно с прилежащите към общината провинциални райони, е важен селскостопански център, главно заради плантациите от авокадо и черимоя.

## География
Кийота се намира на 120 км северозападно от столицата на Чили Сантяго и 60 км североизточно от Валпараисо, столицата на регион Валпараисо. Разположен е в долина в Крайбрежните Кордилери, които обгръщат общината от три страни, извисамайки се на около 1000 м надморска височина. На запад от Кийота тече река Аконкагуа. Непосредствено на север от Кийота се намира град Ла Крус, а след нето - Ла Калера, с които образува конурбация. Градът се намира в сеизмичен район, заради което сградите са ниски, на не повече от четири етажа.

## История
Долината Кийота е била населена още преди 2000 години. Най-напред там са живели хора от културите Бато и Йойео, привлечени от плодородната земя на юг от река Акангуа. По-късно по тези земи се заселват представители на Мапуче и Диагита, които допринасят с облагородяването на региона и еволюцията на местните култури. По времето на Инките селището е столица на Киясую, южния провинциален регион на тяхната империя. През 1536 г. в долината пристига Диего де Алмагро. Той търси злато, но река Аконкагуа е придошла и, решавайки, че намирането на злато в долината е непосилна задача, заедно с отрада си се връща в Перу. Няколко години след него друг велик завоевател - Педро де Валдивия, първият губернатор на Чили - решава да довърши започнатото от Алмагро и да изследва региона. В долината той построява къщи и ферми за индианците и робите, които работят за него, като почти цялата площ на днешен Кийота е била негово владение. На 11 ноември 1717 г. Хосе де Сантяго Конча основава Кийота под името Вия де Сан Мартин де ла Конча дел Вайе ди Кийота. През колониалната ера градът е от голямо военно и административно значение заради разположението си близо до столицата Сантяго и пристанищния град Валпараисо.

## Население
По-голямата част от населението на Кийота е съставено от наследници на испанските преселници и метиси.

## Икономика
Основният икономически отрасъл в Кийота е селскостопанският, като освен вече спомененаните авокадо и черимоя се отглеждат още цитрусови плодове, орехи и цветя. Градът и красивите му околности представляват интерес за туристите.

## Транспорт
Източно от Кийота минава Рута Ч-60, главен път, свързващ Валпараисо на Тихия океан и Лос Либертадорес на границата с Аржентина. Недалеч от Кийота минава Рута Ч-5, който свързва Арика и границата с Перу с Пуерто Монт, минавайки през Сантяго. До Валпараисо може да се стигне и посредством и системата Бус+Метро, която обединява автобусна линия до Лимаче и метрото на Валпараисо, чиято последна спирка също е в Лимаче. Има планове линията да метрото да се удължи до Ла Калера, минавайки през Кийота. Първата гара в Кийота е построена през 1856 г. и през следващите 130 години градът се превръща във важна спирка по пътя между Сантяго и Валпараисо. През 1986 г., след най-голямата влакова катастрофа в историята на страната, случила се именно на тази линия, при която по официални данни загиват 58 души (а по неофициални - около 200), пътническите влакове между Сантяго и Валпарисо са спрени от движение, като по този начин е спряна и железопътната връзка на Кийота с други градове. Днес гарата в Кийота е преместена на друга локация и обслужва само товарни влакове.

## Спорт
Представител на града в професионалния футбол е Сан Луис де Кийота, основан на 8 декември 1919 г. Той няма успехи в Примера Дивисион, но е рекордьор по титли във втора дивизия – 4.

## Известни личности

### Родени в Кийота
- Франсиско Силва – футболист